# Áramszünet (Született feleségek)
Az Áramszünet (God, That's Good) a Született feleségek (Desperate Housewives) című amerikai filmsorozat hatvanötödik epizódja. Az Amerikai Egyesült Államokban először az ABC (American Broadcasting Company) adó sugározta 2007. április 22-én.

## Az epizód cselekménye
Késő este volt egy keddi napon, amikor Széplak városában kiment az áram. A lakosság zöme számára ez csupán apró kellemetlenséget jelentett, ám azoknak, akik titkokat őriztek, a sötétség nagyon is kapóra jött. Alapszabály, hogy a sötétség jótékonyan elfedi a titkainkat, de minden szabály alól van kivétel. Susan és Ian egy kis romantikázásra használják fel az adandó alkalmat, míg Carlos és Edie kis híján lebuknak Mike előtt. A Scavo-pizzériában persze óriási kavarodást okoz az áramszünet, de a megoldást Rick mentőötlete nyújtja. Gabrielle és Victor kapcsolatában váratlan fordulat történik, amikor egy titkos videó kerül napvilágra. A szalag pedig egy szenvedélyes pillanatot ábrázol a liftben, ami éppen elegendő ahhoz, hogy zsarolhassák őket. Edie ezalatt konfliktusba keveredik a barátnők egyikével, megszakítva ezzel az amúgy sem túl mély barátságukat. Eközben pedig a Lila Akác köz egyik lakója a kórházban köt ki.

## Mellékszereplők
- Peri Gilpin - Maggie Gilroy
- John Slattery - Victor Lang
- Dougray Scott - Ian Hainsworth
- Rachel Fox - Kayla Huntington
- Kathryn Joosten - Karen McCluskey
- Pat Crawford Brown - Ida Greenberg
- Jason Gedrick - Rick Coletti
- Darien Pinkerton - Penny Scavo
- Brien Perry - Tűzoltó
- Todd Sherry - Milly Russell
- Cody McMains - Hector

## Mary Alice epizódzáró monológja
- A narrátor, Mary Alice monológja az epizód végén így hangzik (a magyar változat alapján):

"Az áram olyan, mint a hatalom. A legtöbb ember még csak nem is gondol bele egészen addig, míg el nem veszik tőle. Legyen az a tömegek politikai hatalma vagy a szerető befolyása egyetlen férfi felett - mindannyian vágyunk rá, hogy legalább egy kis hatalmunk legyen, még ha csak azért is, hogy legyen választásunk. Igen. Választási lehetőségek nélkül maradni, teljesen erőtlennek érzeni magunkat… Hát bizony az épp olyan, mint egyedül lenni a sötétben."

## Epizódcímek szerte a világban
- Angol: God, That's (Istenem, ez jó)
- Francia: Congelator (Mélyhűtő)
- Német: Stromausfall (Áramszünet)
- Olasz: Ritrovarsi al buio (Gyógyulás a sötétben)
- Spanyol: Que Maravilla (Csodálatos)